# Joaquín Sosa (futbolista)
Enzo Joaquín Sosa Romañuk (Fray Bentos, 10 de enero de 2002) es un futbolista uruguayo. Juega como defensa y actualmente milita en Santa Fe de la Categoría Primera A colombiana.

## Trayectoria
Creció en las juveniles del Club Atlético Anglo de la ciudad de Fray Bentos, donde gracias a sus condiciones fue adquirido por el Club Nacional, allí hizo su debut profesional el 7 de abril de 2021 en Primera División, en la victoria ante Rentistas, y dio una asistencia a Gonzalo Bergessio para el gol decisivo. Cuatro días después se marchó cedido a Rentistas junto a su compañero Emiliano Villar.
En enero de 2022 fue nuevamente cedido esta vez al Liverpool de Montevideo.
El 17 de agosto de 2022 fue comprado por el Bologna F. C.

## Clubes
| Club          | País     | Año           | PJ | Goles |
| ------------- | -------- | ------------- | -- | ----- |
| Nacional      | Uruguay  | 2021          | 1  | 0     |
| Rentistas     | Uruguay  | 2021          | 30 | 2     |
| Liverpool     | Uruguay  | 2022          | 20 | 0     |
| Bologna       | Italia   | 2022          | 11 | 0     |
| Dinamo Zagreb | Croacia  | 2023          | 3  | 0     |
| Montréal      | Canadá   | 2024          | 23 | 0     |
| Reggiana      | Italia   | 2025          | 8  | 0     |
| Santa Fe      | Colombia | 2025-Presente |    |       |

## Palmarés

### Títulos nacionales
| Título                      | Club     | País    | Año  |
| --------------------------- | -------- | ------- | ---- |
| Primera División de Uruguay | Nacional | Uruguay | 2020 |